# Arno Frank
Arno Frank (* 1971 in Kaiserslautern) ist ein deutscher Journalist und Schriftsteller.

## Leben
Nach seiner Schulzeit am Albert-Schweitzer-Gymnasium in Kaiserslautern studierte Arno Frank Kunstgeschichte und Philosophie und absolvierte die Deutsche Journalistenschule in München. Elf Jahre lang arbeitete er als Redakteur bei der taz in Berlin, bei der er unter anderem das Ressort Gesellschaft entwickelte und leitete. Als freier Kulturjournalist und Essayist schreibt er für Spiegel Online, Die Zeit, Neon, den fluter – Magazin der Bundeszentrale für politische Bildung sowie  Dummy. Er ist Inlandskorrespondent der taz für Hessen, Rheinland-Pfalz und das Saarland. Frank lebt mit seiner Frau, einer Denkmalpflegerin, und den beiden gemeinsamen Töchtern seit 2011 in Wiesbaden. 2017 veröffentlichte er seinen ersten Roman (So, und jetzt kommst du), der auf autobiographischen Erfahrungen seiner Kindheit und Jugend basiert. Sein zweiter Roman, Seemann vom Siebener, erschien 2023. Er ist Mitgründer des PEN Berlin.

## Bücher
- Meute mit Meinung. Über die Schwarmdummheit (Essay). Kein & Aber, Zürich 2013, ISBN 978-3-0369-5654-1.
- Mit Mason Currey: Mehr Musenküsse (Biografien, Originaltitel: Daily Rituals. How Artists Work, aus dem Amerikanischen von Anna-Christin Kramer). Kein & Aber, Zürich 2015, ISBN 978-3-0369-5728-9.
- So, und jetzt kommst du (Roman). Klett-Cotta, Stuttgart 2017, ISBN 978-3-608-50369-2.
  - Hörbuch, gelesen von Devid Striesow. Random House Audio, 2017, ISBN 978-3-8371-3741-5.
- Seemann vom Siebener (Roman). Tropen, Stuttgart 2023, ISBN 978-3-608-50180-3.[4]
  - Hörbuch, gelesen von Hans Löw. GOYA LiT, Hamburg, 2023, ISBN 978-3-8337-4633-8.
- Ginsterburg (Roman) Klett-Cotta, 2025, ISBN 978-3-608-96648-0.